# Jack Ahcan
Jack Anthony Ahcan, född 18 maj 1997, är en amerikansk professionell ishockeyback som är kontrakterad till Boston Bruins i National Hockey League (NHL) och spelar för Providence Bruins i American Hockey League (AHL).
Han har tidigare spelat för Jacksonville Icemen i ECHL; St. Cloud State Huskies i National Collegiate Athletic Association (NCAA) samt Cedar Rapids Roughriders i United States Hockey League (USHL).
Ahcan blev aldrig NHL-draftad.

## Statistik
| 2012–2013   | Burnsville Blaze         |             | 25  | 1  | 10 | 11  | 12  | 3 | 0 | 1 | 1 | 0 |
| 2013–2014   | Burnsville Blaze         |             | 24  | 6  | 21 | 27  | 14  | 2 | 1 | 2 | 3 | 0 |
| 2014–2015   | Burnsville Blaze         |             | 24  | 8  | 24 | 32  | 13  | 3 | 2 | 2 | 4 | 0 |
|             | Team MAP South Hockey    |             | 20  | 4  | 12 | 16  | 6   | 3 | 0 | 2 | 2 | 0 |
| 2015–2016   | Cedar Rapids Roughriders | USHL        | 56  | 14 | 30 | 44  | 50  | 5 | 1 | 2 | 3 | 4 |
| 2016–2017   | St. Cloud State Huskies  | NCAA        | 32  | 5  | 16 | 21  | 25  | — | — | — | — | — |
| 2017–2018   | St. Cloud State Huskies  | NCAA        | 40  | 3  | 20 | 23  | 12  | — | — | — | — | — |
| 2018–2019   | St. Cloud State Huskies  | NCAA        | 39  | 6  | 28 | 34  | 38  | — | — | — | — | — |
| 2019–2020   | St. Cloud State Huskies  | NCAA        | 33  | 7  | 18 | 25  | 48  | — | — | — | — | — |
| 2020–2021   | Boston Bruins            | NHL         | 1   | 0  | 0  | 0   | 0   | — | — | — | — | — |
|             | Providence Bruins        | AHL         | 12  | 1  | 6  | 7   | 4   | — | — | — | — | — |
|             | Jacksonville Icemen      | ECHL        | 2   | 0  | 0  | 0   | 0   | — | — | — | — | — |
| 2021–2022   | Boston Bruins            | NHL         | 6   | 1  | 0  | 1   | 0   | — | — | — | — | — |
|             | Providence Bruins        | AHL         | 46  | 6  | 17 | 23  | 10  | 2 | 0 | 0 | 0 | 4 |
| 2022–2023   | Providence Bruins        | AHL         | 68  | 5  | 31 | 36  | 24  | 4 | 1 | 1 | 2 | 2 |
| NHL totalt  | NHL totalt               | NHL totalt  | 9   | 1  | 0  | 1   | 0   | — | — | — | — | — |
| AHL totalt  | AHL totalt               | AHL totalt  | 133 | 12 | 57 | 69  | 40  | 6 | 1 | 1 | 2 | 6 |
| NCAA totalt | NCAA totalt              | NCAA totalt | 144 | 21 | 82 | 103 | 123 | — | — | — | — | — |

### Internationellt
| Källa: Uppdaterad: 2021-03-20 | Källa: Uppdaterad: 2021-03-20 | Källa: Uppdaterad: 2021-03-20 |         | Utv = Utvisningsminuter | Utv = Utvisningsminuter | Utv = Utvisningsminuter | Utv = Utvisningsminuter | Utv = Utvisningsminuter |
| År                            | Lag                           | Mästerskap                    | Matcher | Mål                     | Assists                 | Poäng                   | Utv                     |                         |
| ----------------------------- | ----------------------------- | ----------------------------- | ------- | ----------------------- | ----------------------- | ----------------------- | ----------------------- | ----------------------- |
| 2017                          | USA                           | JVM                           | 7       | 0                       | 1                       | 1                       | 0                       |                         |
| Junior totalt                 | Junior totalt                 | Junior totalt                 | 7       | 0                       | 1                       | 1                       | 0                       |                         |